# Lee Hyo-kyeong
Lee Hyo-kyeong (koreanisch 이효경; * 12. Februar 1997 in Südkorea) ist eine südkoreanische Fußballspielerin.

## Karriere

### Verein
Seit 2021 spielt Lee für den Verein Albirex Niigata Ladies. Ihr erstes Spiel spielte sie am 12. September 2022 bei der WE League.

### Nationalmannschaft
2016 war Lee bei der Südkoreanische Fußballnationalmannschaft U-20 tätig. Danach spielte sie 2019 für die Südkoreanische Fußballnationalmannschaft der Frauen als Abwehrspieler. Sie absolvierte sie 1 Länderspiel.